# هسلت (هولندا)
هَسِلت أو هَصِلط أو (نقحرة: هاسيلت) (بالهولندية: Hasselt) مدينة هولندية تقع حوالي 7كم شمال مدينة زوولا في محافظة أوفرايسل. نالت حقوق المدينة في عام 1252، وأصبحت عضوا في الرابطة الهانزية حوالي عام 1350. عانت المدينة من انهيار اقتصادي ابتداءا من عام 1550، لأن مدنا أخرى كانت ذات موقع أفضل ومؤهلة للتجارة. هَسِلت هي عاصمة بلدية زوارتواترلاند. في عام 2001 دمجت بلديات هَسِلت وخينماودن وزوارتزلاوس في بلدية واحدة زوارتواترلاند.

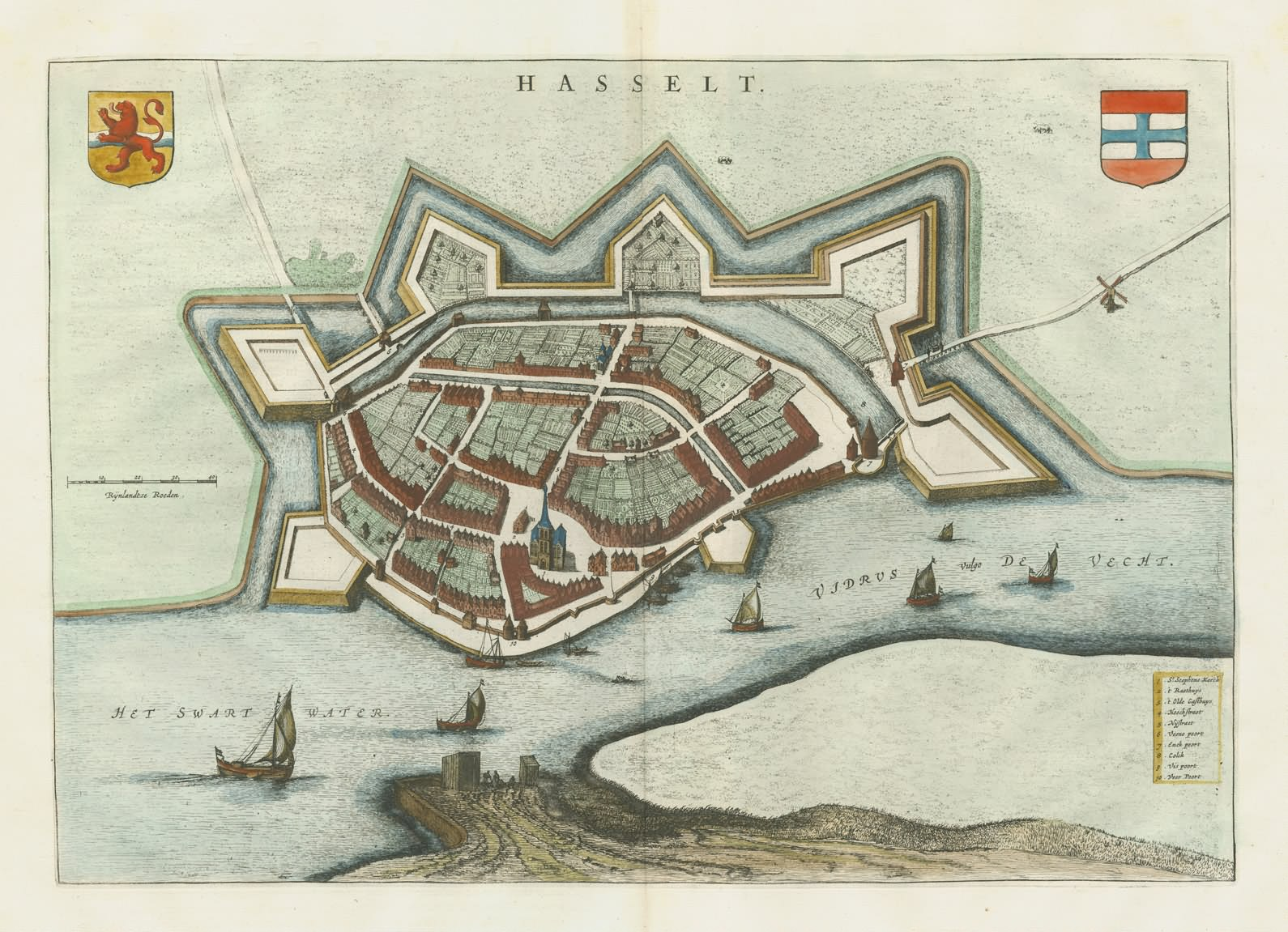
هاسيلت في 1649
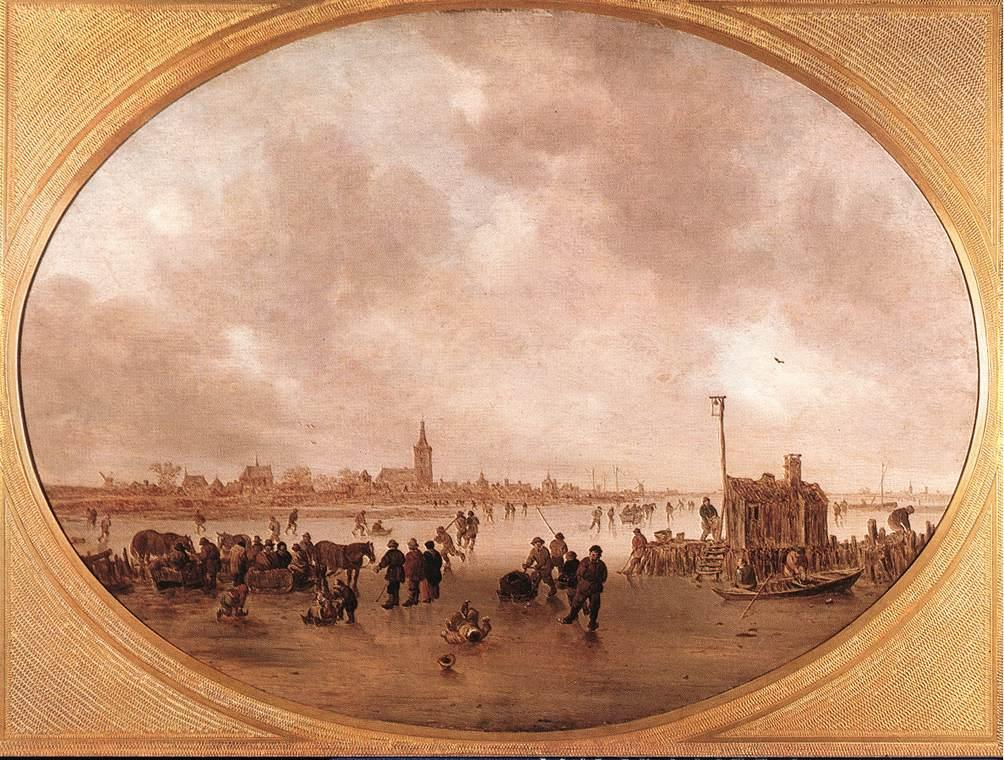
لوحة لهاسلت, القرن 17
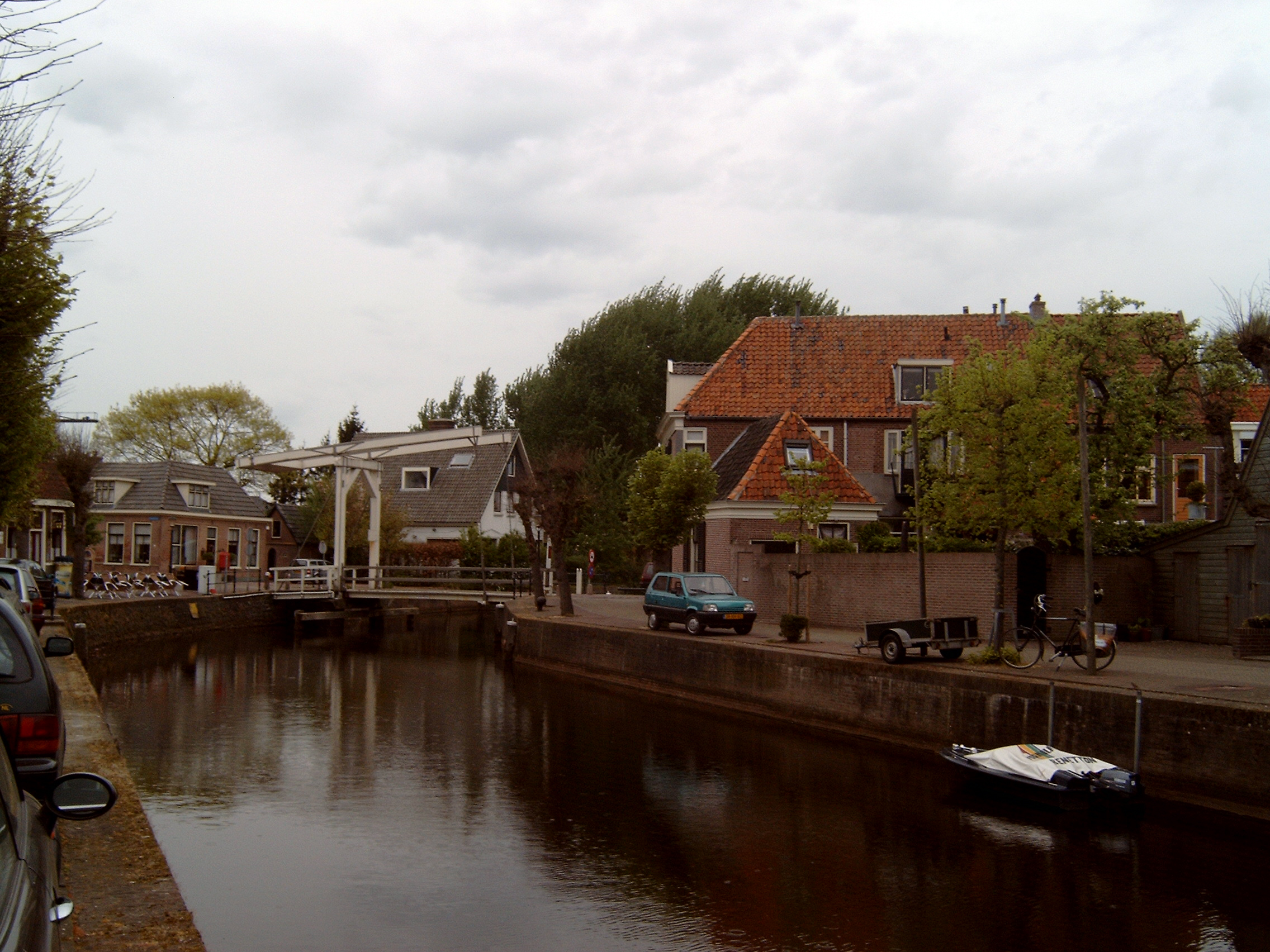
هاسلت
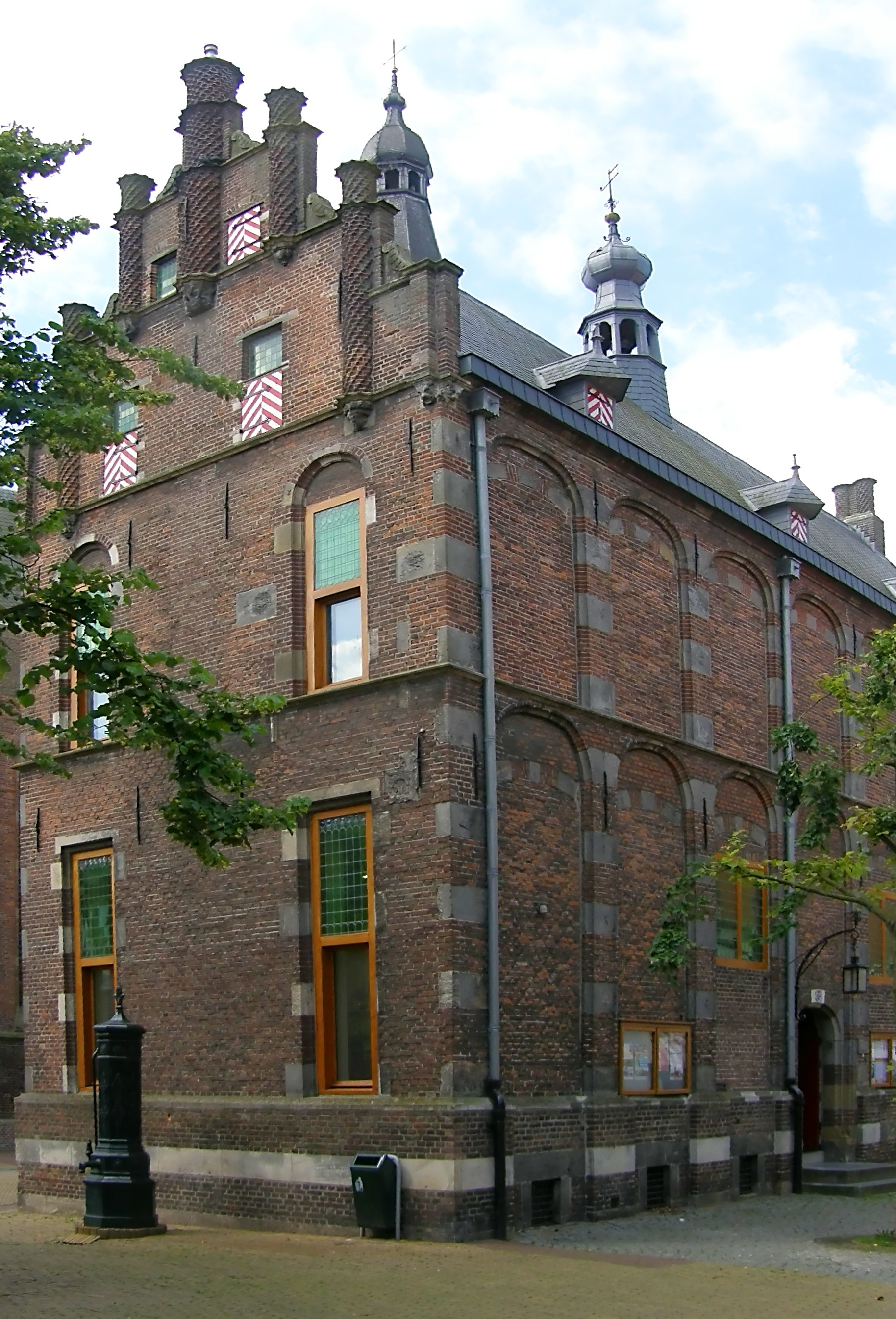
مبنى البلدية، هاسلت

## روابط خارجية
- J. Kuyper, Gemeente Atlas van Nederland, 1865-1870, "Hasselt". خريطة البلدية السابقة، حوالي 1868.

إحداثيات: 52°35'27"N 6°05'28"E / 52.59083°N 6.09111°E